# Microtriatoma
Microtriatoma es un género de la familia de las chinches asesinas (Reduviidae) que pertenece a la subfamilia Triatominae.

## Especies
Este género tiene dos especies conocidas:
- Microtriatoma  borbai (Cuaresma y Wygodzinsky, 1979) (Tc), que se lo ha encontrado en los estados de Paraná y Goiás en Brasil.
- Microtriatoma  trinidadensis (Cuaresma, 1951), que se ha hallado en el estado de Pará, también en Brasil; así como los departamentos de Beni, Cochabamba, La Paz y Santa Cruz de Bolivia; en el departamento de Meta en Colombia; en Cuzco y el valle del río Monzón en Perú; en la isla Trinidad y los estados de Sucre  y Dealta Amacuro en Venezuela.

La designación (Tc) significa que la especie se asocia con Trypanosoma cruzi, el agente etiológico de la enfermedad de Chagas.